# Nagybégány
Nagybégány (ukránul Велика Бийгань (Velika Bijhany / Velyka Bijgan'), oroszul Великая Быйгань (Velikaja Bijgany / Velikaja Bijgan')) falu és községközpont Ukrajnában, Kárpátalján, a Beregszászi járásban. Nagybégányi kistérség: Nagybégány, Kisbégány, Déda. Polgármester: Nagy Anna. 

## Fekvése
Beregszásztól 6 km-re északnyugatra a Vérke-patak partján fekszik, Kisbégány tartozik hozzá.

## Nevének eredete
Neve a szláv Behan személynévből ered. Lásd Kisbégány. 

## Története
1332-ben „Bygan” néven említik először. Református temploma 14. századi gótikus eredetű, 1600-ban lett a reformátusoké. A 18. században rommá lett, de 1760-ban újjáépítették. Tornya 1768 és 1854 között épült.
A 18. század végén Vályi András így ír róla: „BÉGÁNY. Nagy Bégány. Magyar falu Bereg Vármegyében, birtokosai külömbféle Urak, lakosai reformátusok, fekszik az előbeninek szomszédságában. Határbéli földgyének tulajdonságai az előbbenihez hasonlítanak, ’s ez is második Osztálybéli.”
Fényes Elek 1851-ben kiadott geográfiai szótárában így ír a faluról: „Bégány (Kis és Nagy), 2 egymáshoz közel fekvő magyar falu, Beregh vármegyében, ut. p. Bereghszász és M.-Kaszony közt. Az elsőben lakik 69 r. kath., 8 g. kath., 453 ref. 14 zsidó; a másodikban 34 r. k., 108 g. kath., 400 ref., 18 zsidó. Van ref. anyatemplomuk. Határuk róna és igen termékeny, csakhogy néha a Szernye vize elönti; tölgyes erdejök derék; lakosai a közel lévő szőlőkben, s kőbányákban is kereshetnek pénzt. F. u. Bégányi, Füzeséry, Mező st.”
Templomát 1881-ben felújították. A trianoni békéig Bereg vármegye Tiszaháti járásához tartozott. Az első világháborút követően a községet a mesterségesen létrehozott Csehszlovákiához csatolták, majd 1938-tól ismét Magyarországhoz tartozott 1944 őszéig, amikor a szovjet csapatok megszállták.
Ennek következtében 1945-ben az Ukrán Szovjet Szocialista Köztársaság, s ezzel együtt a Szovjetunió részévé vált. 1991 óta a független Ukrajna része.

## Népessége
- 1910-ben 1136, túlnyomórészt magyar lakosa volt.
- 2005-ben 2000 lakosából 1800 (90%) a magyar.

## Önkormányzat és közigazgatás
A községi tanács címe:
- magyarul: 90232 Beregszászi járás, Nagybégány, Fő u. 61.
- ukránul: 90232, с. Велика Бийгань, вул. Леніна, 61
- Polgármesteri hivatal telefonszáma: +(3803141)-4-237-6

## Közlekedés
A települést érinti a Bátyú–Királyháza–Taracköz–Aknaszlatina-vasútvonal.

## Testvértelepülések
|              | Ország       | Település    | Megye                  |
| ------------ | ------------ | ------------ | ---------------------- |
| Magyarország | Magyarország | Bakonytamási | Veszprém               |
| Magyarország | Magyarország | Nagyvarsány  | Szabolcs-Szatmár-Bereg |